# Vitamina B12

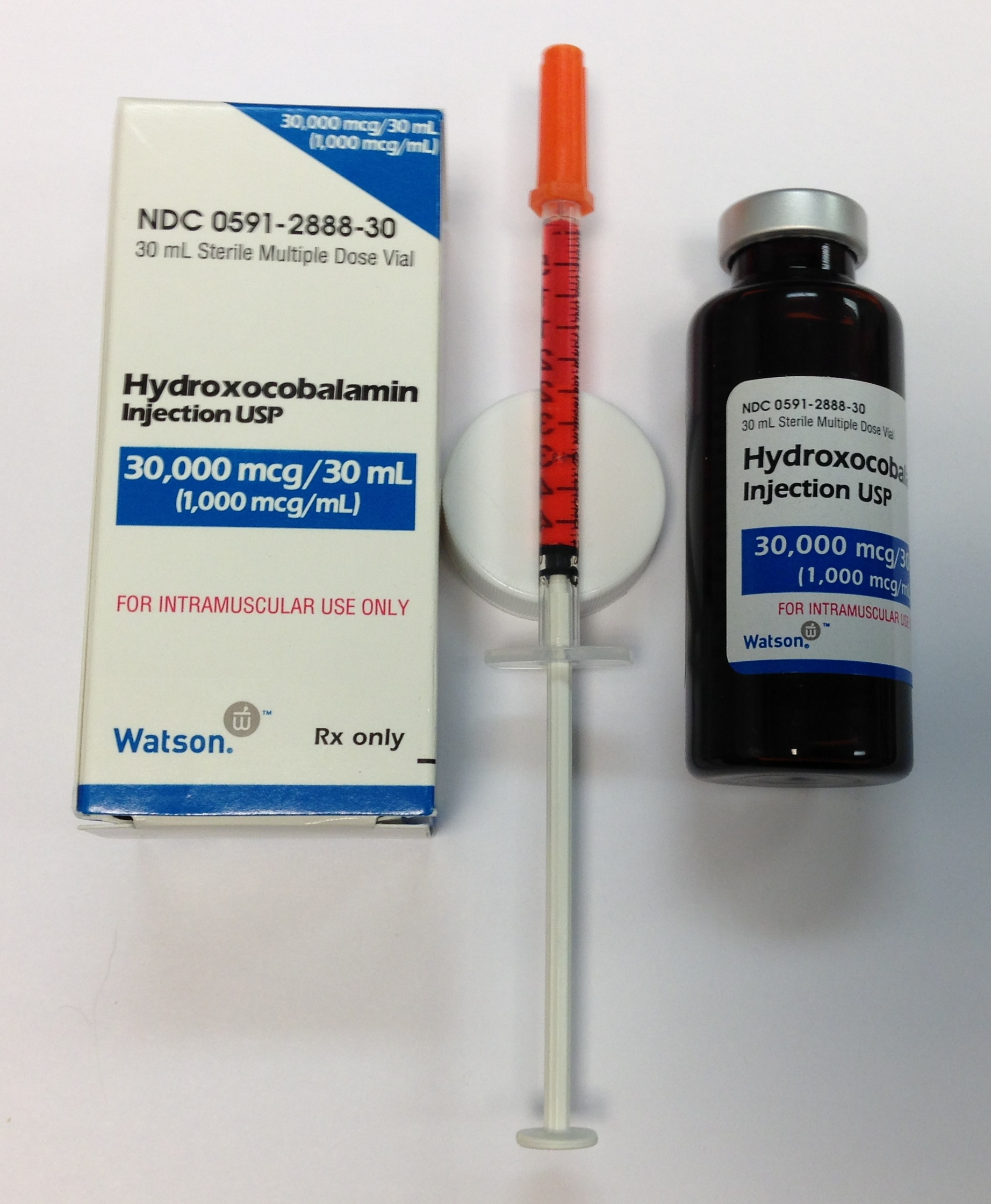
A hidroxocobalamina injetável é uma solução líquida transparente.

A cobalamina, também conhecida como vitamina B12, é uma vitamina hidrossolúvel envolvida no metabolismo. Possui as seguintes características:
- Necessária à eritropoiese, e em parte do metabolismo dos aminoácidos e dos ácidos nucleicos;
- Previne problemas cardíacos e derrame cerebral[1];
- Necessária para uma boa manutenção do sistema nervoso.

Segundo a organização norte-americana Food and Nutrition Board, a dose diária de vitamina B12 necessária para o organismo é de 2,4µg (microgramas) para adultos, 1,2 µg para crianças de até oito anos e 2,8 µg para gestantes e mães que amamentam.Segundo estudos a sua forma mais eficaz de suplementação é na forma de "metilcobalamina". A vitamina B12 também pode ser usada em casos  intoxicação por cianeto.

## Fontes naturais de vitamina B12

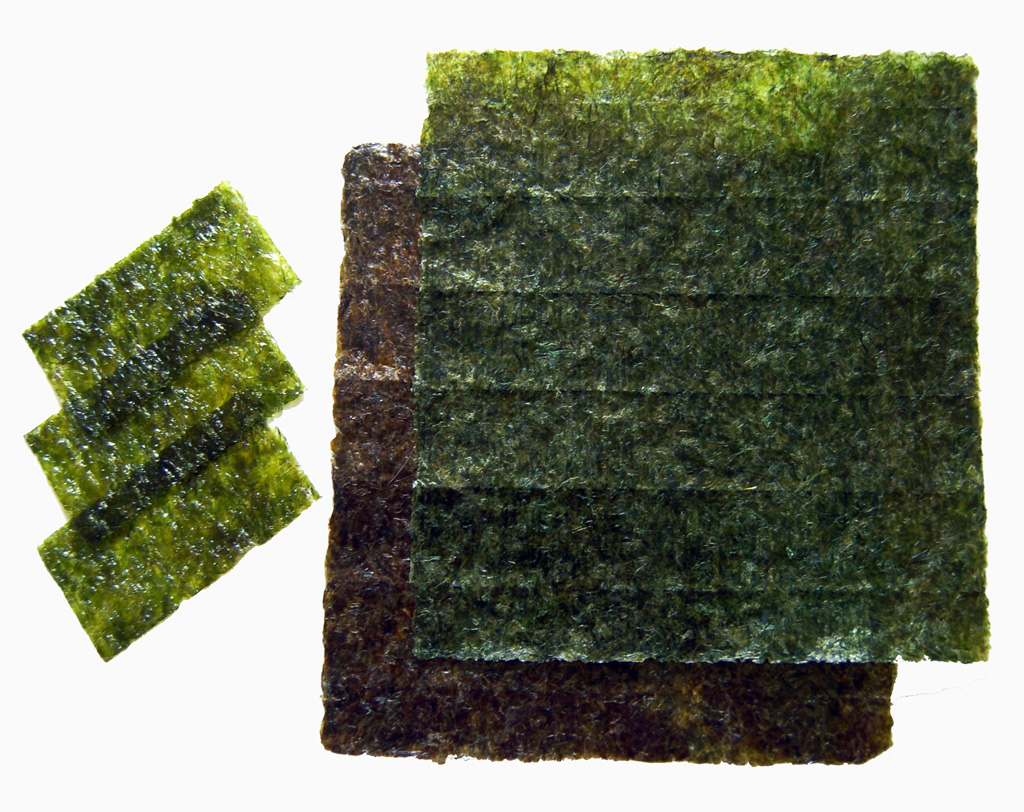
O Nori possui quantidades significativas de B12, porém parte delas são análogas e atrapalham a absorção da verdadeira B12.